# Juho Kinnunen
Juho Kinnunen (ur. 31 sierpnia 1909 w Kuopion maalaiskunta, zm. 8 lipca 1972 w Budapeszcie) – fiński zapaśnik walczący w stylu klasycznym. Olimpijczyk z Londynu 1948, gdzie zajął szóste miejsce w kategorii do 79 kg.
Mistrz Finlandii w 1949 i 1950; drugi w 1945 roku.

## Letnie Igrzyska Olimpijskie 1948
| Konkurencja          | Rundy eliminacyjne   | Rundy eliminacyjne  | Rundy eliminacyjne    | Rundy eliminacyjne    | Klas. końcowa |
| Konkurencja          | Przeciwnik I         | Przeciwnik II       | Przeciwnik III        | Przeciwnik IV         | Miejsce       |
| -------------------- | -------------------- | ------------------- | --------------------- | --------------------- | ------------- |
| 79 kg styl klasyczny | Gyula Németi (HUN) Z | Abbas Ahmad (EGY) Z | Axel Grönberg (SWE) P | Muhlis Tayfur (TUR) Z | 6.            |